# Madkärr
Madkärr är blöta torvmarker vid sötvattendrag med ett varierat bestånd av lövträd eller buskar som påverkas av svämvatten. Signifikativt är att ytvattnet har en bestående inverkan på träd- och buskvegetationen som ofta bestå av glasbjörk, klibb- och gråal, trädartad vide och ibland till och med ask eller vresalm. I buskbärande madkärr utgörs buskarna huvudsakligen av olika videarter. Madkärr är bördiga men har låg virkesproduktion på grund av hög grundvattennivå. Madkärr med naturlig vattenhushållning och varierande vegetation är artrika livsmiljöer, och ofta hemvist åt många hotade insekter, kärlväxter och fåglar.